# BCAS2
BCAS2‏ (BCAS2, pre-mRNA processing factor) هوَ بروتين يُشَفر بواسطة جين BCAS2 في الإنسان.